# Heroes (álbum de Sabaton)
Heroes (Héroes) es el séptimo álbum de estudio de la banda de power metal Sabaton. Fue publicado el 16 de mayo de 2014. Es el primer álbum de Sabaton con los nuevos guitarristas Chris Rörland y Thobbe Englund junto con el baterista Hannes van Dahl.
El tema de este nuevo álbum no es contar hechos en general como anteriormente había pasado con los otros álbumes de Sabaton, sino que se cuentan historias de "personas particulares con nombre y apellidos".

## Preparación del álbum
Pär Sundström explicó sobre el concepto del álbum: «Bueno, creo que este es un concepto perfecto para Sabaton. Nos decidimos por la idea de escribir sobre las personas en lugar de las grandes batallas. Personas de las que básicamente creemos que fueron más allá de lo que sus obligaciones les imponen. Poniéndose ellos mismos en la mira del sufrimiento por el bien de los demás».
Algunos de los temas, como Smoking Snakes surgieron tras tomar la decisión del concepto del álbum y cuando ya se estaba investigando para otras canciones. En concreto, Smoking Snakes surgió cuando buscaban información sobre "Helden" (Héroes en alemán) y toparon con la historia de "Drei Brasilianischen Helden" (Tres héroes brasileños) tras lo que escribieron la canción.

## Lista de canciones
| N.º | Título                                         | Tema de la letra | Duración |  |
| 1.  | «Night Witches» ("Brujas de la noche")         | Las mujeres soviéticas del 588.º Regimiento de Bombardeo Nocturno, conocidas por los enemigos como brujas de la noche por el sonido que producían los aviones, ya que recordaban a las escobas de las brujas. | 3:01     |  |
| 2.  | «No Bullets Fly» (No vuelan balas)             | El incidente de Charlie Brown y Franz Stigler, en el que el piloto alemán Stigler ayudó un bombardero estadounidense dañado (B-17) a volver por el Canal de la Mancha. | 3:37     |  |
| 3.  | «Smoking Snakes» (Serpientes fumadoras)        | Arlindo Lúcio da Silva, Geraldo Baeta da Cruz y Geraldo Rodrigues de Souza, 3 miembros de la Fuerza Expedicionaria Brasileña, que quedaron separados de su grupo y lucharon contra una gran cantidad de alemanes en Italia el 14 de abril de 1945. Negándose a rendirse a pesar de quedarse sin munición, se lanzaron con bayonetas al ataque hasta morir. Los alemanes reconocieron su valor y plantaron una cruz allí donde murieron, con la descripción Drei brasilianische helden (tres héroes brasileños). El nombre de la canción proviene del hecho de que la gente creía que Brasil nunca entraría en la Segunda Guerra Mundial, y se decía que "antes verían una serpiente fumar que entraría Brasil en la guerra". | 3:14     |  |
| 4.  | «Inmate 4859» (Prisionero 4859)                | Witold Pilecki, soldado de la Armia Krajowa polaca y líder del movimiento de resistencia dentro del campo de concentración de Auschwitz, donde entró voluntariamente bajo el nombre del preso 4859. Después de planear la resistencia y esperar que sus amigos de fuera lo ayudasen a escapar, no recibió ayuda alguna y logró huir por sus propios medios. Gracias a él se consiguieron los primeros documentos escritos sobre los campos de concentración, a pesar de que en un principio nadie creyó su historia. | 4:26     |  |
| 5.  | «To Hell and Back» (Ir y volver del infierno)  | Audie Murphy, uno de los más condecorados veteranos estadounidenses de la II Guerra Mundial, más concretamente en su más difícil batalla: el trastorno por estrés postraumático. El nombre de la canción viene de su propia película, Regreso del infierno (To Hell and Back), protagonizada y dirigida por él mismo como película autobiográfica. Además, gran parte de la letra de la canción se basa en su poema The Crosses Grow on Anzio (Las cruces crecen en Anzio). | 3:26     |  |
| 6.  | «The Ballad of Bull» (La balada del toro)      | Corporal Leslie "Bull" Allen, soldado australiano que fue condecorado con la Estrella de Plata por rescatar a 12 soldados estadounidenses heridos durante la Campaña de Papúa Nueva Guinea en la II Guerra Mundial. | 3:53     |  |
| 7.  | «Resist and Bite» (Resistir y morder)          | Los Chasseurs Ardennais o Cazadores de las Ardenas, una formación de infantería de las Fuerzas Armadas de Bélgica que lucharon en la Batalla de Bélgica en la II Guerra Mundial. Esta división se tuvo que enfrentar al ejército alemán durante la campaña de los 18 días (en la que también participó Rommel con su División Fantasma). Por problemas de comunicación nunca recibieron las órdenes de retirada y lucharon hasta el final. El nombre de la canción viene por el lema de este grupo, Résiste et Mords, traducido como Resistir y morder. | 3:27     |  |
| 8.  | «Soldier of 3 armies» (Soldado de 3 ejércitos) | Lauri Törni, soldado de las Fuerzas Armadas Finlandesas, de las Waffen-SS alemanas y de las boinas verdes de los EE. UU. en Vietnam. Fue considerado uno de los principales enemigos públicos de la URSS. | 3:38     |  |
| 9.  | «Far from the Fame» (Lejos de la fama)         | El mariscal de aire Karel Janoušek, héroe en Checoslovaquia y fundador de las fuerzas checoslovacas en la Royal Air Force. Posteriormente fue encarcelado por el régimen comunista en Checoslovaquia. | 3:47     |  |
| 10. | «Hearts of Iron» (Corazones de hierro)         | Las fuerzas alemanas de la 12.ª y de la 9.ª división que, viendo la derrota a manos de los soviéticos, crearon un pasillo para cruzar el río Elba con la intención de proteger a los refugiados, a los civiles y a los soldados, para así huir y rendirse a los estadounidenses. Gracias a las acciones del General Walther Wenck, se llegaron a salvar unas 250.000 vidas. Esta batalla no fue considerada como tal por los oficiales, sino que "era una operación de rescate". | 4:28     |  |

Estas dos canciones aparecen como final de la mayoría de discos lanzados de este álbum: 
| N.º | Título                          | Tema de la letra                                                                                          | Duración |  |
| 11. | «7734» (7734)                   | Originalmente una canción del álbum Metalizer, 7734 significa hell (infierno) escrito en una calculadora. | 3:33     |  |
| 12. | «Man of War» (Hombre de Guerra) | Tributo a la banda de metal Manowar, con referencias a unas cuantas de sus canciones.                     | 3:48     |  |

Además, en la versión del libro de audio hay tres canciones más. Se tratan de 3 canciones de otros grupos interpretadas por Sabaton (covers).
| N.º | Título                                                  | Autor        | Duración |  |
| 11. | «From Whom the Bell Tolls» (Por quién dobla la campana) | Metallica    | 5:22     |  |
| 12. | «En Hjältes Väg» (El camino de un héroe)                | Raubtier     | 4:26     |  |
| 13. | «Out of control» (Fuera de control)                     | Battle Beast | 3:36     |  |

## Miembros
- Joakim Brodén – voz, teclado.
- Pär Sundström – bajo, coros.
- Chris Rörland – guitarra, coros.
- Thobbe Englund – guitarra, coros.
- Hannes van Dahl – batería.